# Schahrsad Shahmirzadi
Schahrsad „Prinzessin“ Shahmirzadi (* 4. Februar 1985 in Berlin) ist eine deutsche Kickboxerin. Sie ist mehrfache Kickbox-Weltmeisterin in verschiedenen Verbänden und amtierende Profi-Weltmeisterin der Damen im Vollkontakt-Kickboxen der World Kickboxing and Karate Union (WKU).

## Leben & Sport
Schahrsad Shahmirzadis Mutter ist Deutsche, ihr Vater stammt aus dem Iran. Sie wuchs in Berlin-Wilmersdorf auf und absolvierte ihr Abitur auf dem humanistischen Gymnasium zum Grauen Kloster.
Shahmirzadi begann im Jahr 2000 zunächst mit dem ATK (Anti Terror Kampf) im ehemaligen Sportstudio Georg F. Brückner in Berlin-Wilmersdorf. Ein Jahr später begann sie mit dem Kickboxen unter Mario Goldberg. Sie betrieb zunächst Kickboxen und ATK ein Jahr lang parallel und entschied sich dann für das Kickboxen.
Shahmirzadi wurde 2013 zum ersten Mal Weltmeisterin. Neben dem Leistungssport studierte sie an der Hochschule für Wirtschaft und Recht und ist derzeit bei der Polizei Berlin im gehobenen Dienst beim LKA tätig. Seit 2015 erhält sie eine Sportförderung der Polizei.
Trainer, die Schahrsad Shahmirzadi sportlich sehr unterstützt haben, waren Michael C. und  Ferdinand Mack sowie ihr Trainingspartner Gia K. Für die Kickboxschule Mack kämpfte Shahmirzadi von Ende 2009 - 2018.
Ihr aktueller Trainer und Manager ist Steve Barret (seit Oktober 2018).
Ihr Kämperinnen-Name ist „Prinzessin“. Schahrsad heißt übersetzt Prinzessin.
Shahmirzadi war von 2010 bis 2011 Mitglied des Vollkontaktkaders der WAKO Deutschland. Sie wurde in der Zeit Deutsche Meisterin, Internationale Deutsche Meisterin und gewann den Georg F. Brückner Pokal. Sie nahm an einer Europa- und einer Weltmeisterschaft teil.
Sie wechselte später aus verbandspolitischen Gründen und Loyalität zu ihrem Mentoren, Ferdinand Mack, ab 2012 zu dem Verband der WKA, der jetzt den Namen WKU trägt. Fortan kämpfte sie in mehreren Verbänden erfolgreich parallel (u. a. WKU, ISKA, IAKSA, ICO, WMAC).

## Erfolge im Kickboxen bei den Amateuren
Zu den wichtigsten Erfolgen zählen:
- Weltmeisterin 2013 der WKU im Vollkontakt, Damen -55 kg, Griechenland,
- Weltmeisterin 2013 der WKU im K1, Damen, -55 kg, Griechenland,
- Weltmeisterin 2014 der WKU im Vollkontakt, Damen, -55 kg, London,
- Weltmeisterin 2014 der WKU im K1, Damen -55 kg, London,
- Weltmeisterin 2015 der ISKA im Vollkontakt, Damen -57 kg, Portugal,
- Weltmeisterin 2015 der ISKA im Lowkick, Damen, -57 kg, Portugal,
- Weltmeisterin 2015 der ICO im Vollkontakt, Damen, -60 kg, Stuttgart,
- Weltmeisterin 2016 der ISKA im Vollkontakt, Damen, -58 kg, Deutschland,
- World Martial Arts Games Siegerin 2016 der WMAC im Vollkontakt, Damen, offene Klasse, Deutschland,
- amtierende Deutsche Meisterin Pro/AM der ISKA im Vollkontakt, Damen, -58,2 kg,
- World Cup Siegerin 2014 der IAKSA im K1, Damen, -60 kg, San Marino,
- World Cup Siegerin 2015 der WKU im K1, Damen, -55 kg, in Kroatien,
- Europameisterin 2014 der ICO im Vollkontakt, der Damen, -60 kg, in England,
- 15- fache Deutsche/Internationale Deutsche Meisterin im Vollkontakt, K1 und Leichtkontakt (56 kg – 60 kg) seit 2010 in 7 Verbänden (WAKO: 2010, WKA: 2012, WKU: 2013 - 2015, ISKA: 2013 - 2014, IAKSA: 2013 - 2014, ICO: 2013, WKC: 2013)
- Mack-Mania-Siegerin 2009 in Mannheim.[1]

## Erfolge im Kickboxen bei den Profis

### Profi-EM-Kampf im Vollkontakt-Kickboxen, – 57,5 kg
| Jahr | Tag    | Gegnerin      | Ort                              | Weltverband                          | Ergebnis | Typ                    | Runden |
| ---- | ------ | ------------- | -------------------------------- | ------------------------------------ | -------- | ---------------------- | ------ |
| 2014 | 09.10. | Karmen Bertic | Schloss Diedersdorf, Brandenburg | WKU                                  | Sieg     | Punktsieg (einstimmig) | 7      |
| 2014 |        | (HRV)         |                                  | vakanter EM-Titel der WKU, – 57,5 kg |          |                        |        |

### Profi-WM-Kämpfe im Vollkontakt-Kickboxen, – 57,5 kg
| Jahr | Tag    | Gegnerin                 | Ort                              | Weltverband                  | Ergebnis | Typ                    | Runden |
| ---- | ------ | ------------------------ | -------------------------------- | ---------------------------- | -------- | ---------------------- | ------ |
| 2016 | 13.10. | Jessica "Sniper" Marazzi | Schloss Diedersdorf, Brandenburg | WKU                          | Sieg     | Punktsieg (einstimmig) | 10     |
| 2016 |        | (CH)                     |                                  | WM-Titel der WKU, – 57,5 kg  |          |                        |        |
| 2017 | 08.10. | Sofia Cavallo            | Schloss Diedersdorf, Brandenburg | WKU                          | Sieg     | Punktsieg (einstimmig) | 10     |
|      |        | (ITA)                    |                                  | WM-Titelverteidigung der WKU |          |                        |        |

## Dan-Graduierung
3. Dan im Kickboxen: Schahrsad Shahmirzadi ist eine der wenigen Frauen, die den 3. Dan im Kickboxen innehat.

## Ehrungen als Sportlerin
Sportlerehrung der Stadt Mannheim: 2010- 2015, 2017
Sportlerehrung der Polizei Berlin: 2014, 2016
Sportlerehrung der Polizeien des Bundes und der Länder (DPSK): 2014